# Coulaines
Coulaines là một xã trong vùng hành chính Pays de la Loire, thuộc tỉnh Sarthe, quận Le Mans, tổng Le Mans-Nord-Campagne. Tọa độ địa lý của xã là 48° 01' vĩ độ bắc, 00° 12' kinh độ đông.

## Thông tin nhân khẩu
| 1962 | 1968 | 1975 | 1982 | 1990 | 1999 |
| ---- | ---- | ---- | ---- | ---- | ---- |
| 1507 | 3721 | 7423 | 7291 | 7370 | 7544 |